# Трансери 3
Трансери 3 (англ. Trancers III) — американський фантастичний бойовик режисера С. Кортні Джойнера.

## Сюжет
Небувале нашестя трансерів (людей, що впали в транс) поглинуло Лос-Анджелес в 2083. Вони розгулюють по вулицях, змушуючи людей ховатися під землею. Професійний мисливець за трансерами, поліцейський з майбутнього Джек Дет, отримує особливе завдання, після якого він вже ніколи не повернеться додому до своєї дружини Ліни.

## У ролях
| Актор              | Роль                      |
| ------------------ | ------------------------- |
| Тім Томерсон       | Джек Дет                  |
| Мелані Сміт        | Ер Джей                   |
| Ендрю Робінсон     | полковник Папа Матух      |
| Тоні Пірс          | Джейсон                   |
| Доун Енн Біллінгс  | Джейна                    |
| Ед Бічнер          | лейтенант Райан           |
| Гелен Гант         | Ліна                      |
| Меган Ворд         | Аліса Стіллвелл           |
| Стефен Махт        | Харіс                     |
| Тельма Хопкінс     | командер Рейнс            |
| Рендал Кейт        | Метт                      |
| Р.Е. Міхайлофф     | Шарк                      |
| Хантер фон Лір     | сенатор Маккой            |
| Дон До             | Стівенс                   |
| Джейн Колдуелл     | поліцейська-трансер       |
| Саманта Джордон    | Кетрін                    |
| Томас Розалес мол. | Скумбаг                   |
| Майкл Шамус Вайлз  | поліцейський 1            |
| Альберт Вонг       | китаєць, власник магазину |
| Стен Йейл          | бомж                      |
| Рон Званг          | швейцар                   |
| Тревіс МакКенна    | бармен                    |